# Valeria Vanini
Valeria Vanini (n. Italia; 20 de diciembre de 1947 - f. Buenos Aires, Argentina; 9 de mayo de 2010) fue una actriz y cantante italiana que tuvo una gran fama en los escenarios teatrales argentinos.

## Biografía
Valeria Vanini, cuyo verdadero nombre era Ana D´Ascoli, llegó a la Argentina como inmigrante italiana en 1952, con apenas cinco años. Desde muy joven estudió teatro y canto, y en los años 70 y 80 trabajó en numerosas comedias musicales para niños y para adultos.
Apodada "La Tana Vanini", fue una pionera, en sociedad con Lino Patalano y Elio Marcchi, en las movilizadoras experiencias de los café–concert de finales del sesenta y primeros años de los setenta, como La Gallina embarazada y El gallo cojo donde lució su talento junto a figuras como Cipe Lincovsky, Edda Díaz y Cacho Tirao.

## Teatro
En 1973 fue una de las protagonistas de La jirafita azul, de Jorge Cruciani y Liliana Paz, en el Teatro San Martín . En el San Martín integró varios elencos del género infantil; cabe destacar el de la obra El que juega, juega, que se transformaría en un clásico de la escena infantil.
Fue una de las protagonistas del musical Canciones italianas, junto a Ana María Cores y otras figuras del momento. En 1976 trabajó en  Dulce, dulce vida, junto a Eduardo Rudy, también en el San Martín. Pero su presencia se instaló definitivamente cuando co–protagonizó, en 1979, la exitosa comedia musical El diluvio que viene, en el Teatro Nacional y, luego, en el Cómico (durante tres años), como Hortensia y Consuelo, personaje inolvidable. En 1982 formó parte de los elencos de Las ridículas preciosas y en 1984 en La sexta esposa
En el 2001 vino la obra La nona y en el 2003 en la Zorba.
En el 2004 hizo las obras Panorama desde el puente y El Club Casino.
Entre sus últimas obras se destaca Me llamo Bertolt Brecht, entre muchas otras.

## Cine
Valeria participó de dos películas argentinas; en 1980 integró el elenco de Toto Paniagua, el rey de la chatarra, de Carlos Orgambide; y en 1981 trabajó en la coproducción con Italia titulada Los crápulas, protagonizada por Lando Buzzanca y dirigida por Jorge Pantano.

## Televisión
Decenas de programas de televisión contaron con su presencia y encanto.

## Otros papeles
Desde hacía 5 años que fue dirigente y militante en la . Era pro–secretaria de la Secretaría Gremial.

## Fallecimiento
El 9 de mayo de 2010 una compleja enfermedad en la sangre y una complicación renal repentina le dieron fin a la vida de la actriz, tras 5 días de internación en una clínica porteña.